# Innerstädtische Pfarrkirche (Budapest)

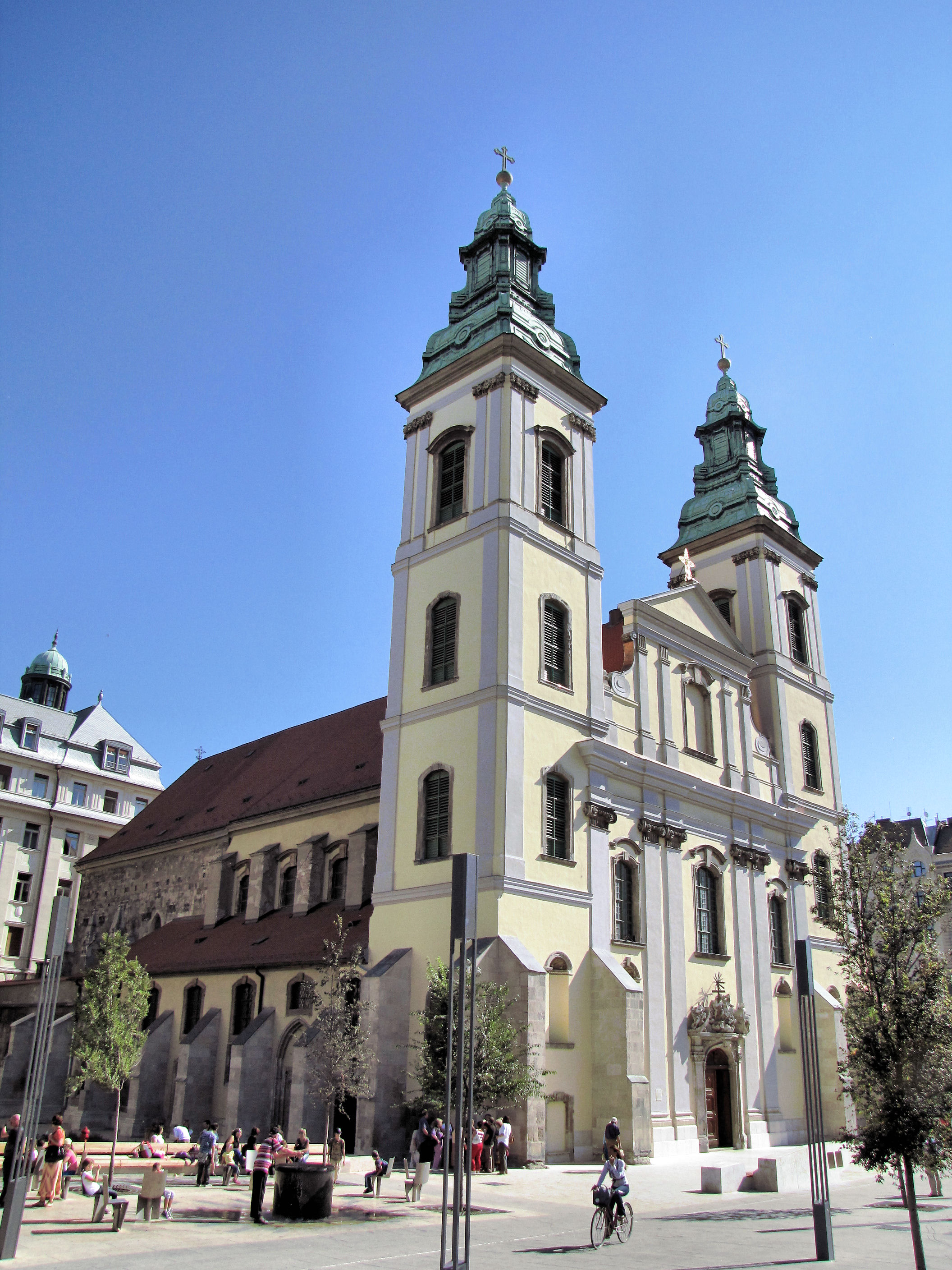
Die Innerstädtische Pfarrkirche nach der Renovierung 2011

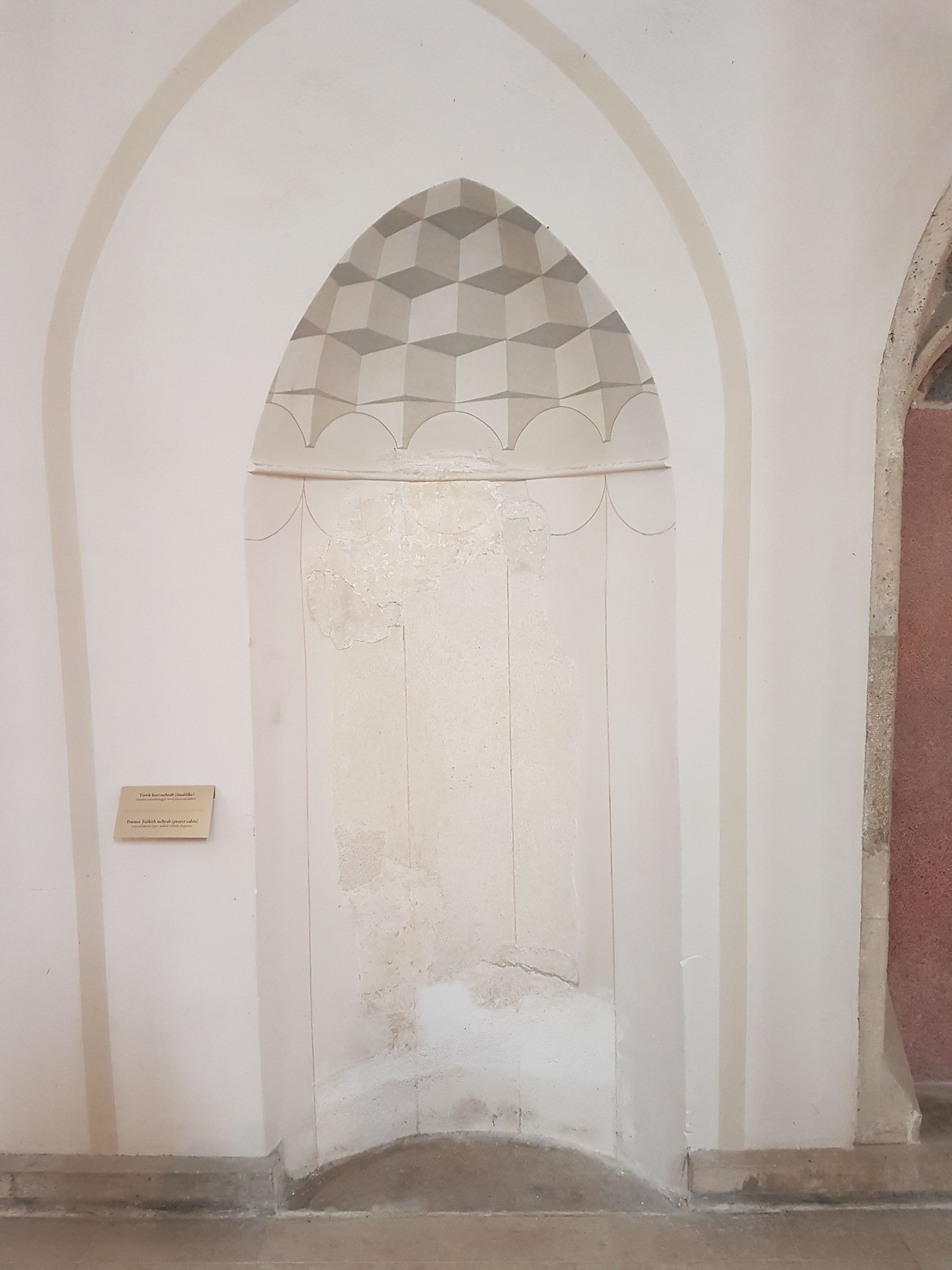
Mihrab in der Innerstädtischen Pfarrkirche Budapest

Die Innerstädtische Pfarrkirche (offiziell Liebfrauenkirche, ungarisch Nagyboldogasszony Főplébánia, Belvárosi plébániatemplom) der ungarischen Hauptstadt Budapest ist eine römisch-katholische Kirche und zugleich die älteste Kirche des Landes. Sie befindet sich im Stadtteil Pest im Stadtbezirk Belváros-Lipótváros (5. Bezirk). Im Zentrum der Stadt gelegen, gehört sie als Teil des Donauufers seit dem Jahr 1987 zum UNESCO-Weltkulturerbe.

## Geschichte
Wann die Kirche genau erbaut wurde, ist unklar, aber im Jahr 1046 wurde Bischof Gellért bereits hier bestattet. Im 14. Jahrhundert wurde die Kirche mit der Unterstützung von König Sigismund von Luxemburg im gotischen Stil umgebaut und während der Herrschaft von König Matthias Corvinus um zwei weitere Seitenschiffe erweitert.
Zur Zeit der Türkenherrschaft wurde sie als Moschee verwendet; hiervon zeugt ein Mihrab (Gebetsnische), der sich in der südöstlichen Mauer des Chors befindet. Nach einem Großbrand im Jahr 1723 wurde das Gebäude zwischen 1725 und 1739 unter der Leitung des Architekten János György Pauer (1692–1752) im barocken Stil wiederhergestellt. Danach wurde die Kirche mehrfach restauriert: zwischen 1805 und 1808 (unter der Leitung von János Hild), im Jahr 1889 (Imre Steindl), nach 1945 (László Gerő) und schließlich im Jahr 2011 (Tamás Mezős).
Im Jahr 2010 fand man in der Nische hinter dem Chor ein aus der sog. Anjou-Zeit (Anfang des 14. Jahrhunderts) stammendes Fresko, das die Jungfrau Maria auf dem Thron darstellt und bemerkenswert gut erhalten ist.
Der ungarischen Legende nach musste die Kirche beim Bau der Elisabethbrücke verschoben werden, da sie im Weg war. Dies jedoch stimmt nicht: Man dachte zwar darüber nach, sie zu verschieben, aber schließlich wurde die Brücke direkt neben dem Kirchengebäude vorbeigeführt, so wie das auch heute zu sehen ist.
In der Kirche befinden sich seit März 2002 eine Reliquie des Heiligen Gellért und seit 2006 Reliquien des Königs Ladislaus I. (Ungarn) und Elisabeth von Thüringen, die im Jahr 1211 ihre Verlobung hier gefeiert hatte.
Die Orgel wurde 1894 von den Gebr. Rieger aus Jägerndorf erbaut und verfügt über 74 Register. Auf ihr spielten einst des Öfteren Franz Liszt und manchmal auch Richard Wagner, wenn er den ungarischen Komponisten und zugleich Schwiegervater besuchte.

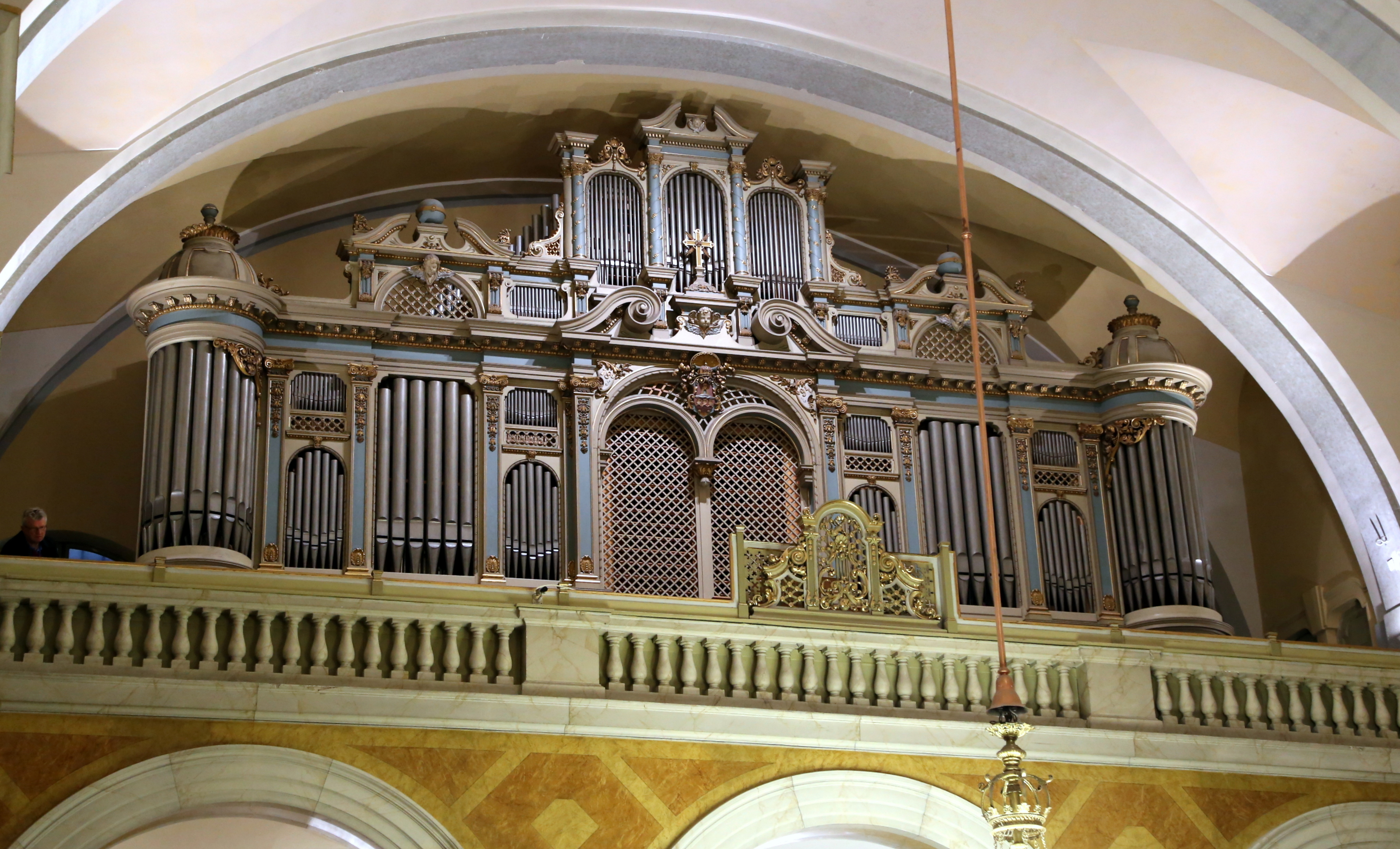
Orgel
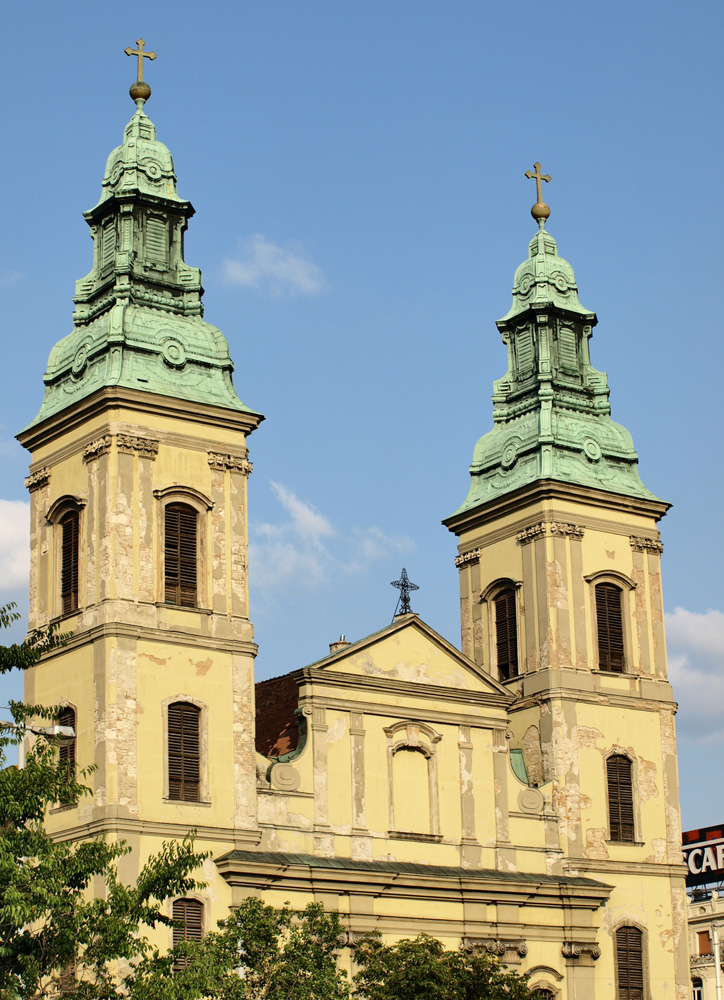
Fassade der Kirche vor der Renovierung
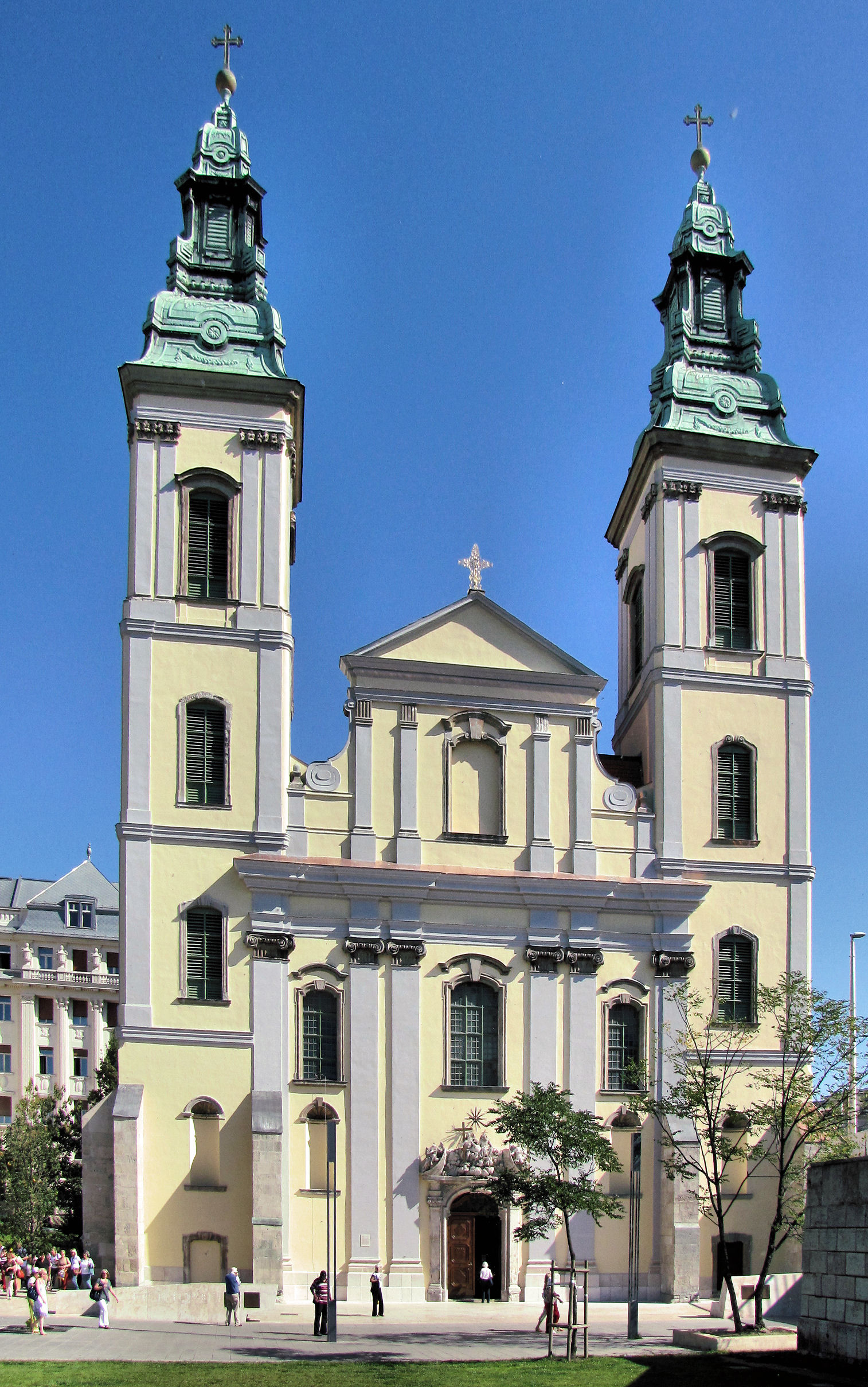
Die Kirche nach der Renovierung im Jahr 2011
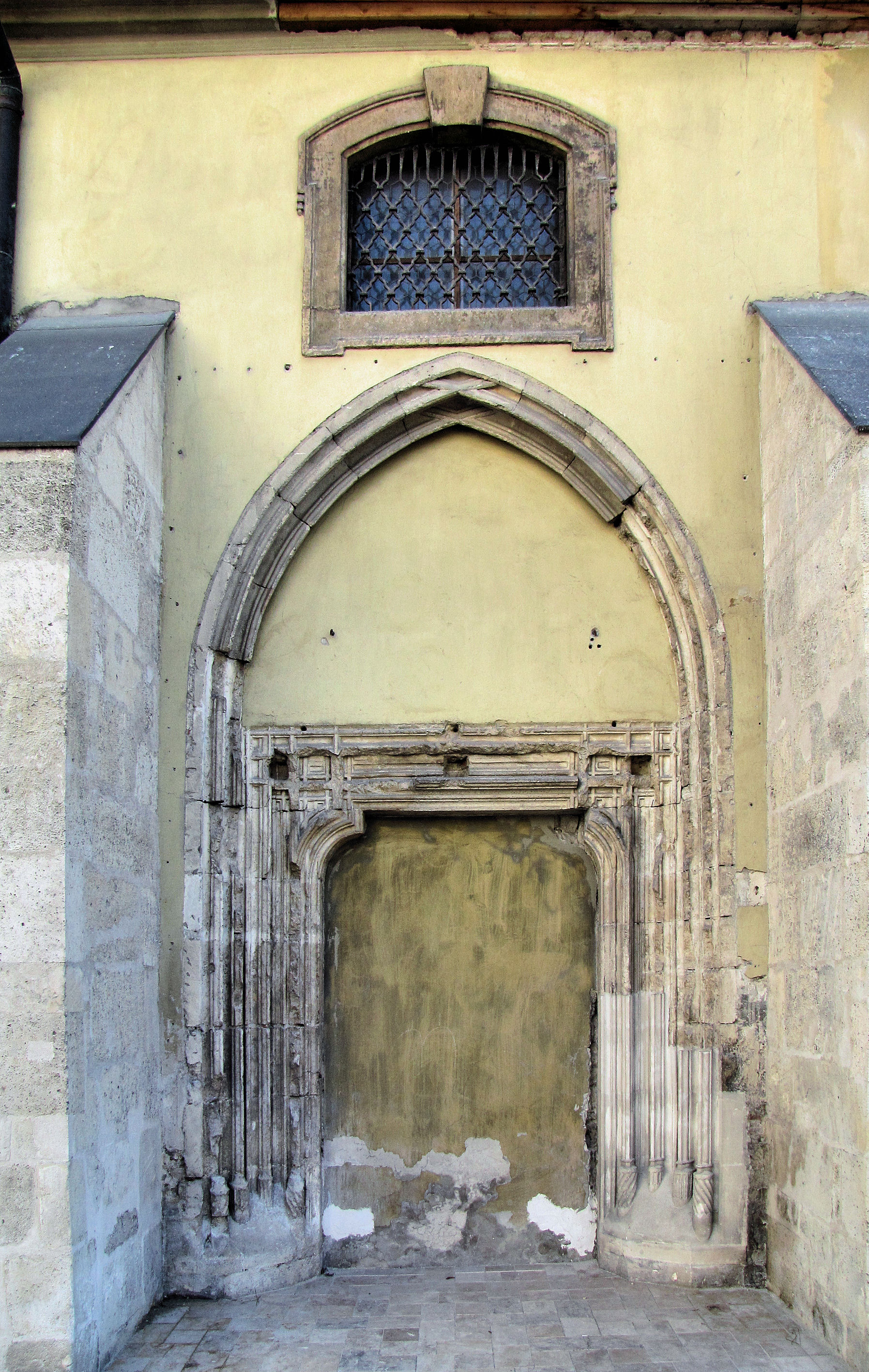
Das gotische Nordtor
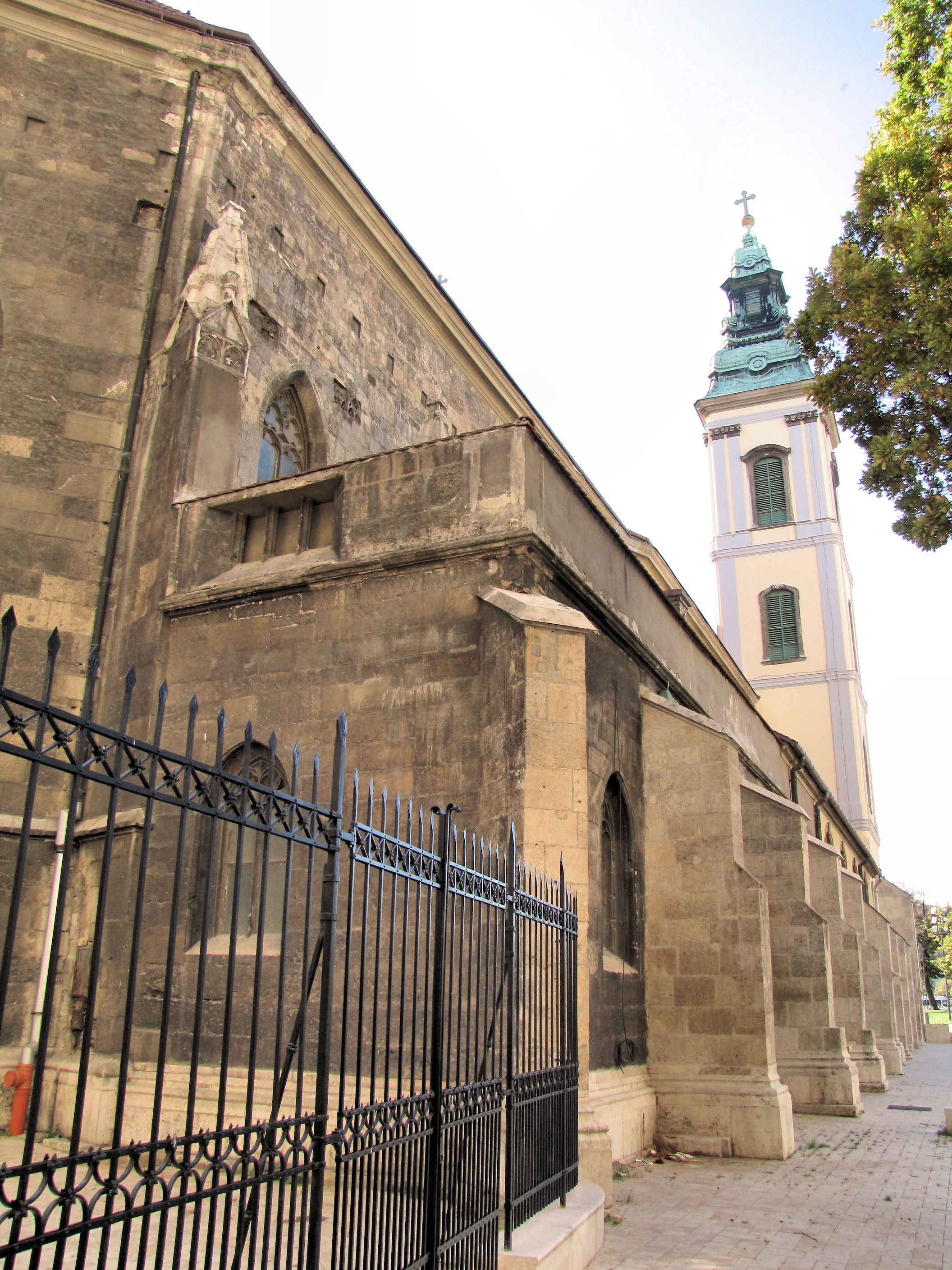
Die Nordseite mit den Resten des einstigen gotischen Fensters
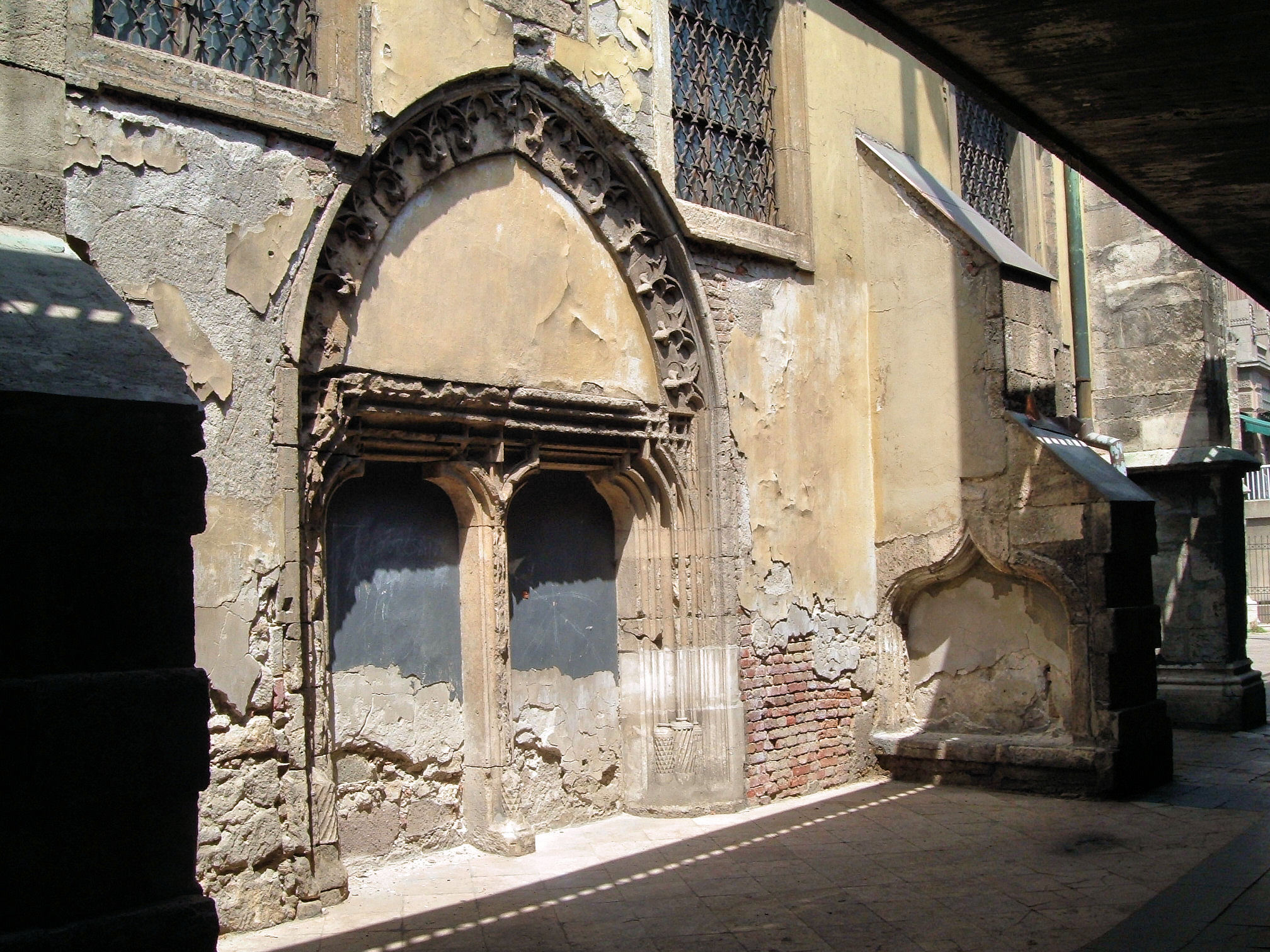
Das gotische Südtor
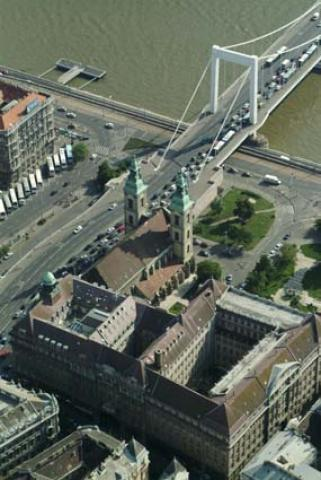
Luftaufnahme der Pfarrkirche